# アルプ・シュニットガー

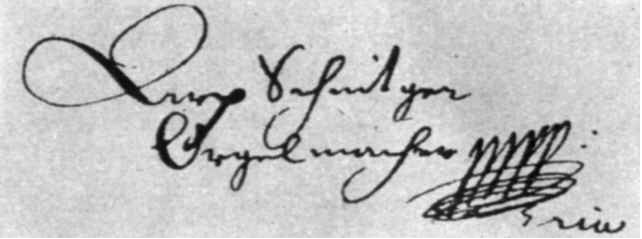
シュニットガーのサイン

アルプ・シュニットガー（Arp Schnitger。1648年シュマーレンフレート生まれとされている。洗礼は1648年7月9日ゴルツヴァルデン（ともに現在のブラーケ）。埋葬は1719年7月28日ノイエンフェルデ（現在はハンブルクの市区））は、当時最も有名であったオルガン製作者の一人で、北ドイツにおけるバロックオルガンの代表的製作者の一人である。彼の活動範囲は北ヨーロッパに広がっており、100台を超える新オルガンを製作した。現在も約30台が、その基本部分が保存されている。

## 生涯

### 誕生
シュニットガーの誕生について、詳細な状況は不明である。1648年7月2日生まれとする、シュニットガー研究者グスタフ・フォックの推論が広く知られている。しかし、この説は典拠がなく確度は乏しい。彼の誕生に関する史料としてはゴルツヴァルデンの教会に遺された1648年7月9日という洗礼の日付がある。

### 素性
アルプ・シュニットガーは、祖先からシュマーレンフレート（ブラーケ）に住んだ有名な家具職人の一家に生まれた。ファミリーネームのシュニットガー (Schnitger) は先祖の職業を示している。アルプ・シュニットガーの祖父ベーレントは「Snitker」（現代ドイツ語の「Schnitzer」＝「彫刻家」）で、家具職人を兼ねた。父親のアルプ・シュニットガー（父）（1610/15年 - 1680年）は家具製作のマイスターであったが、ゴルツヴァルデンのオルガン製作に携わったことが証明されている。その妻については、カタリーナというファーストネームと没年（1674年）だけが知られている。彼らの結婚からは少なくとも5人の子供が誕生し、本項のアルプはおそらくその末子であったとされる。1695年までに「Schnitker」または「Schnittker」と書いていた名前を、「Schnitger」に変更していた。

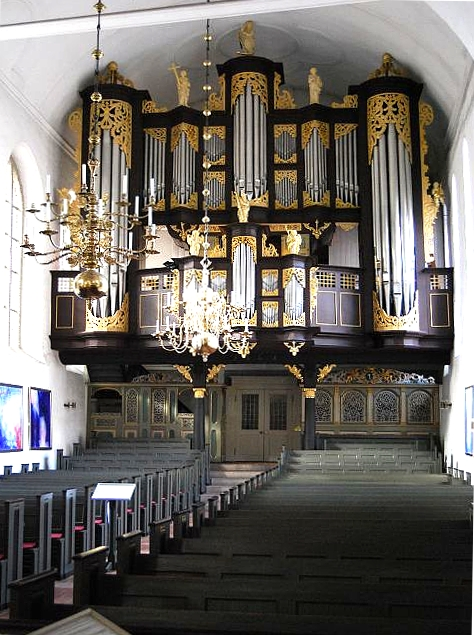
シュターデの聖コスマス教会のオルガン

### 子供時代、成長期
シュニットガーの子供時代や成長期についてはわずかなことしか知られていない。彼は兄弟姉妹とともに育てられ、手仕事をおそらく父親から教わった（1662年 - 1666年）。その後彼は、エルベ川下流沿いのグリュックシュタットに住む縁者のベーレント・フスの下で、おそらく1666年から1671年までオルガン製造を学び、1673年に遍歴職人となったと考えられている。1673年のシュターデ聖コスマス教会オルガン完成がこの時代の総仕上げであった。シュニットガーにとって幸いだったのは、生涯の友人となるヴィンツェント・リューベックと知り合ったことであった。リューベックは1674年から1702年まで聖コスマス教会のオルガニストで、1702年から1740年まではハンブルク聖ニコライ教会にシュニットガーが製造した大オルガンのオルガニストを務めた人物である。1676年に師匠が亡くなった後、シュニットガーは29歳でシュターデ聖ヴィルハーディ教会のオルガン製造を完成させた。初めはフス未亡人の委託を受ける形で工事を行ったのだが、1677年に独立したマイスターとなった。

### 手工芸的特性と活動範囲

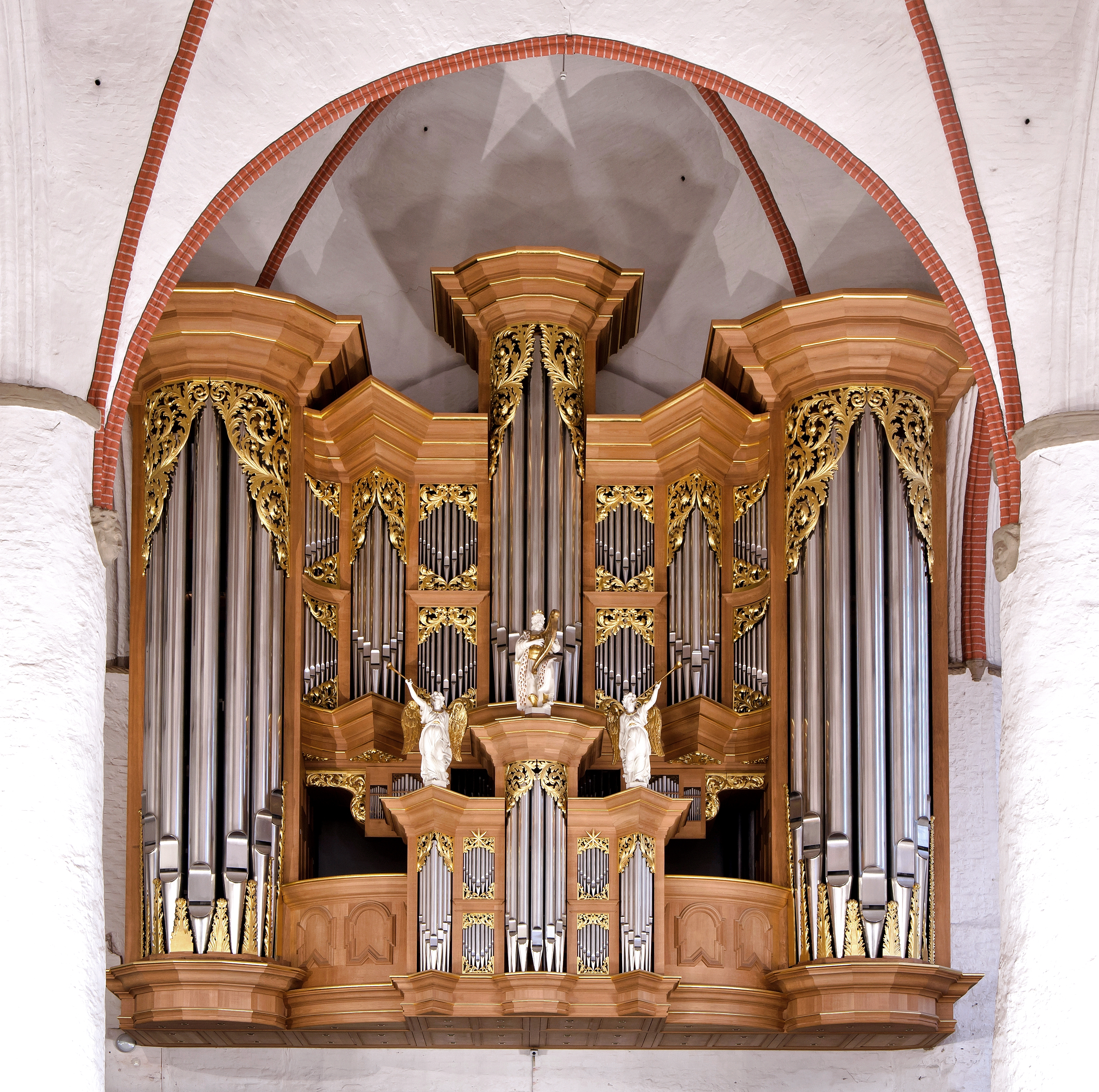
聖ヤーコプ教会のオルガン

シュニットガーの手工芸的および芸術的特性はたちまち評判となった。彼は初め近隣地域から注文を請けていたが、すぐにブレーメンやハンブルクからも注文が来るようになった。シュニットガーは1677年から1682年までシュターデで仕事を行い、いくつかのオルガンを完成させたが、これはまだフス家から依頼されたものであった。その後、彼はハンブルクに移り、1682年9月1日に市民宣誓を行い、このハンザ都市の正式な市民となった。最初の大きな注文は聖ニコライ教会の教会役員長からもたらされた。それは67ストップ、4つの鍵盤、ペダル鍵盤と4,000本以上のパイプを備えたオルガンの製造であった。このオルガンは、当時おそらく世界最大の楽器であり、シュニットガーの国際的名声を証明している。最大のパイプは860ポンドの重さがあった。このオルガンは1842年のハンブルク大火によって焼失した。これに対して、同じくハンブルクの聖ヤーコプ教会には、1689年から1693年にアルプ・シュニットガーが改造・一部新設したオルガンは現存している。これは60ストップ、4つの鍵盤、ペダル鍵盤をもつ現存する最大のバロックオルガンの一つである。多くのオルガン製作者や作曲家がこのオルガンを見学に訪れている。その中にはディートリヒ・ブクステフーデ、1703年頃にゲオルク・フリードリヒ・ヘンデル、1720年にヨハン・ゼバスティアン・バッハらの名前がある。
シュニットガーは北ドイツ全域から注文を承けるようになった。さらには、イングランド（1690年）、ロシア（1691年にピョートル1世から、および1697年）、スペイン（1702年以後）、ポルトガル（1701年）まで彼の活動範囲は拡大し、オルガンは輸出されていった。1699年にシュニットガーは、オルデンブルクおよびデルメンホルスト伯領、ブレーメンおよびフェルデン公領のオルガン製造に関する特権を得、1702年にはシュレースヴィヒ公領およびホルシュタイン公領においても同様の特権を得た。さらに1708年にはプロイセン王のオルガン製造者に指名された。

### 結婚と子供たち

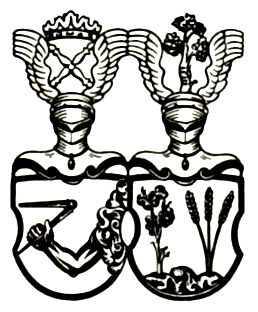
シュニットガーの紋章（左）とその妻の紋章（右）。シュニットガーの紋章にはオルガン製作者のシンボルであるコンパスが描かれ、紋章の上には十字に組み合わされたパイプを切る工具を戴いている。妻の紋章には花、果樹、穂が描かれている。

シュニットガーは、ハンブルクの裕福な商家の娘ゲルトルート・オッテ（1665年 - 1707年）と最初の結婚をした。1693年に彼は岳父ハンス・オッテからノイエンフェルデの農園を譲り受け、1705年初めに移り住んだ。彼は1719年に亡くなるまでこの地でオルガン工房を営んだため、ここは「オルゲルバウアーホーフ」（オルガン作りの農場）と呼ばれた。この結婚から6人の子供が生まれた。4人の息子は父の職業を継いだが、偉大な父より長生きして作品を遺した者はそのうち2人しかなかった。アルプ・シュニットガー・ユンゲ（1686年 - 1712年）はヴェーナーのオルガンを製造したが、そのわずか2年後にハンブルクでペストにより亡くなった。ハンス（1688年 - 1708年）はエルベ川で溺死した。ヨハン・ユルゲン（・ゲオルク）（1690年生まれ）は、様々なプロジェクトに参加し、ズヴォレのオルガン製造にも弟のフランツ・カスパー・シュニッツとともに参画した。しかし1734年以後、その足跡は不明である。フランツ・カスパーは、父アルプが亡くなった1719年以後オランダで活動し、特にメッペル、アルクマール、ズヴォレに現存している重要なオルガンを製造した。娘の一人アグネータはわずか7ヶ月の命であった（1685年）。カタリーナ（1697年 - 1736年）は3度結婚し、亡くなるまでノイエンフェルデのオルゲルバウアーホーフに住んだ。
シュニットガーの最初の妻は1707年に亡くなった。1712年または1713年に彼は、オルガニストの未亡人エリーザベト・コッホ（旧姓はディークマン）とアッベンハウゼン（現在はノルデンハムの市区）で2度目の結婚をした。

### 最期
オルガン製造に関する交渉のために出かけた1718年から1719年冬のズヴォレへの旅行が、彼の健康をひどく消耗させた。彼が亡くなった日付は定かでない。亡くなったのはおそらくノイエンフェルデではなく、イツェホーであったと推測されている。彼は1715年からこの地で、3段鍵盤と43のストップとを有するオルガンの建造に携わっていた。アルプ・シュニットガーの葬儀は、ノイエンフェルデの教会の葬儀録に1719年7月28日と記録されている。ノイエンフェルデの教会墓地は1971年に掘り出され、その近くに簡素な石のプレートが造られた。

## 人物像

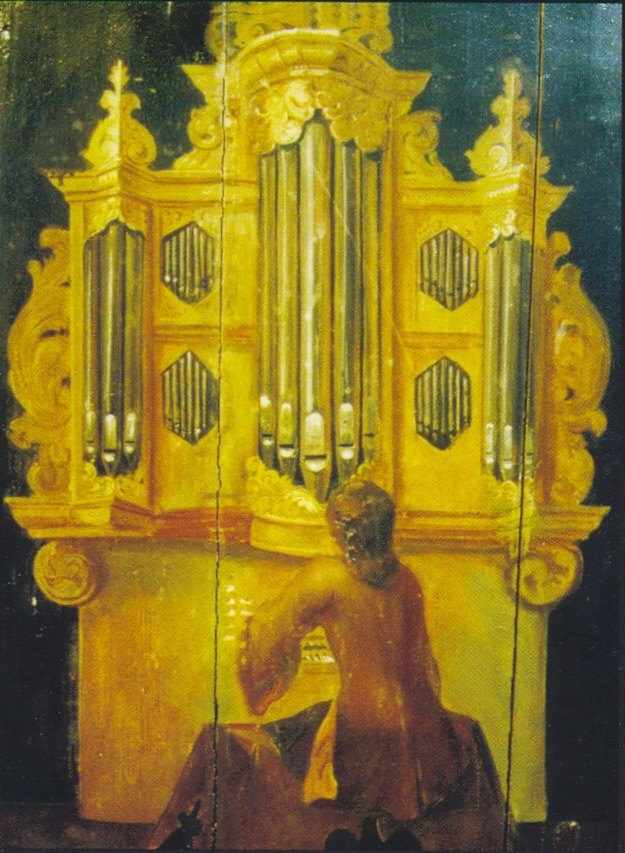
ゴルツヴァルデンのオルガン席に描かれた絵（1701年）

シュニットガーの肖像は遺されていない。ペーター・ゴロンは、1701年にゴルツヴァルデンのオルガン席に描かれたカツラを被り上着を着たオルガン奏者がマイスターの後ろ姿であるかもしれないと推測している。ここにはシュニットガーが、「この村で生まれ、洗礼を受けたので」自費（380帝国ターラー）で1697年から98年に完全な改造を施したオルガンがある。
シュニットガーはオルデンブルクの小さな村で育った。しかし彼の手紙は、彼が平均以上の一般教養やラテン語の知識を持っていたことを示している。このため、彼はゴルツヴァルデンまたはオーヴェルゲンネのラテン語学校へ通っていたと推測されている。彼の署名は、一般的なドイツ語の「mit eigen Hand」の代わりに格調高くラテン語で「manu propria」と添え書き（ともに「自署」を示す）されている。アンドレアス・ヴェックマイスターの『Orgel–Probe』の第2版のために彼は12行のアレクサンドランの対韻の献呈詩を書いている。彼の広く輝かしい商才や経済的な見識は、いくつかの工房の支部が特に1700年頃に繁盛したことからも明白である。
彼の敬虔さは、特に手紙やオルガンの献辞に表れている。彼のオルガンには「ソリ・デオ・グロリア」（ただ神にのみ栄光）とある。マイエルシュの報告によれば、シュニットガーは「イエスの名において、アーメン。— 神のみぞ栄光。— ああ神よ、偽りなき生と至福の死を我に与えたまえ。」といった信条で、その原稿を始めている。
シュニットガーは様々な面で、特にオルデンブルクの故郷では、私利私欲のない人物であったことが証明されている。彼は、教会が裕福でない場合、いくつかのオルガンを「神の栄光のために」自費で建造し、あるいは長年にわたる分割払いを受け容れた。1699年に彼はフローニンゲンのルター派教会に1段鍵盤のオルガンを寄贈した。これに対して100帝国ターラーの支払いがなされると、彼は2段目の鍵盤と3つの新しい送風機を取り付けたのだった。

## 作品
アルプ・シュニットガーは全部で約105基のオルガンを新造し、約30基を根本的に改造、約30基の大規模な修復を行った。彼の作品のうち約30基が良好な状態で現存しており、「アルプ・シュニットガー・オルガン」と認定されている。彼の主な活動地域は、ハンブルク（23基）、ブレーメン（9基）、エルベ＝ヴェーザー地域（23基）、オルデンブルク伯領（17基）、マクデブルク（7基）、フローニンゲン州（10基）フローニンゲン市（7基）である。全部で30基以上のオルガンがドイツ以外で建造された。。大きな作品としては、4段鍵盤の作品の他に、26ストップ3段鍵盤のオルガンや、約20基の2段鍵盤とペダル鍵盤を有するオルガンを建造している。シュニットガーの工房では約3,000の新しいストップが生み出された。

### 構造上・音響上の特徴
シュニットガーのオルガンの構造上・音響上の特徴には以下の点が挙げられる。
- オルガンでありながら工芸品として最高レベルにある[29]。シュニットガーは、以前からあるオルガンが自分の音響コンセプトと合致する場合には、堅牢に組み立てられた音響の良い基本構造をそのまま使うことも珍しくなかった。ただし、前面の外観を形成するプリンシパル（主要ストップで、ほぼ純粋なスズで造られる高価な部分である）のパイプ群（前面陳列管）や混合管、およびリード管の一部は必ず自分で製作した。
- 基本構成:[6] シュニットガー以前の世代のゴットフリート・フリッチェやオルガン製造一家であるシェーラーらの作品同様、シュニットガーの楽器もハンブルガー・プロスペクトと呼ばれるパイプが互いに区画化されて分離された配置になっている[6] 。これはルネサンス時代のコーリ・スペッツァーティ（分割合唱）の伝統に由来するものである。このことから、シュニットガー・オルガンは北ドイツ・オルガン楽派の特徴を述べる際の理想的な作例となっている。
- 中央の多角形のバス塔とその両側の尖ったテナー塔によって、中心部（小振りな背後部分を含む）はシンメトリックな外観に構成されている。バス塔とテナー塔の間は、それぞれ2階建ての平板な構造で、ここに高音部のパイプが並べられている。ペダル鍵盤のパイプ群は、この中心部の両側に独立したペダル塔として配置されている。後期作品（たとえば、ペルヴォルム（1711年）、スネーク（1711年）、イツェホー（1719年）のオルガンなど）では特に、装飾的な平板部がペダル塔と中心部とを繋ぐという傾向が強くなる[30]。
- 小さな村のオルガンでも、シュニットガーの輝かしく「つんざくような」混合管を上声とする、プリンシパル・ストップによる完全なハーモニーを備えている[6][31][32]。1687年頃までシュニットガーは、それまでの世代を引き継いで、カペルのオルガンのようなポリフォニーに良く合う深く「マイルドな」混合管を造っていた。その後彼は何重にもコーラスを重ねたホモフォニックな混合管を多く組み込むようになっていった[33]。
- ペダルではリード管が拡張されている。その力強い根音の響きはトゥッティの下支えをなすもので、17世紀半ばからオルガンに付与されたものである。こうした豊かな響きを備えたペダルを前提に、シュニットガーのオルガンはペダルカプラーのないものが設計されるようになった[34]。
- いくつかのストップはポリフォニックな性質を有している。「パイプの発音のエレガンス、低音と高音の親近感、プリンシプル・ストップとリード管の融和性、驚くべき豊かな音量を導き出すフルー管の複合的なキャラクター」[26]。南ドイツのオルガンに比べ、シュニットガーのオルガンではリード管が大きな比率を占める。
- 中全音律に調律されている[6]。強い要望があった場合だけは（後に）ウェル・テンペラメントに改造されている。こうした改造がシュニットガー自身によるものであったかどうかは明らかでない[注釈 1]。ストップの配置や全般的なイントネーションは、都市部のオルガンの方が村落部のオルガンに比べ音響上より洗練されている[38]。

### シュニットガー派
シュニットガーには全部で50人以上の弟子がおり、その作品は北ドイツ、中央ドイツ、オランダ、スカンジナヴィアに点在している。職人や共同製作者はハンブルクの主要作業場の他、シュターデ、ブレーメン、フローニンゲン、リューベック、マクデブルク、ベルリンで作業を行い、ここで新しいオルガンの建造や古いオルガンの修理・改造がなされた。これらの支部作業所はマイスターの職人によって運営されていた。シュニットガー自身は作業場から作業場へ移動し、交渉事を仕切り、オルガンの基本設計を行い、仕事の遂行を監督した。こうしたやり方によって、シュニットガーは一貫したスケール（パイプの直径と長さの比）やデザインを用いることを可能にした。そうしてコストを下げることで小さな教会でもオルガンの製造や、拡張が可能となったのである。その上で、オルガンは構造上、ストップの配置などでそれぞれの個性を示している。シュニットガーの晩年頃には職人達は独立し、シュニットガーの伝統を北ヨーロッパ各地に伝播した。ハンブルクのオットー・ディートリヒ・リヒボルン、シュターデのエラスムス・ビールフェルト（おそらく弟子）、リューベックのハンス・ハンテルマン、イツェホーのヨハン・ディートリヒ・ブッシュ（おそらく弟子）、ハノーファーのクリスティアン・ファーター、ヒルデスハイムのヨハン・マティアス・ナウマンとアンドレアス・ミュラー、リューネブルクのマティアス・ドローパ、ヘッセンのゾントラのヨハン・アダム・グンダーマン、ハレのクリスティアン・ヨアヒム、ベルリンとシュレージエンのヨハン・ミヒャエル・レーダー、シュチェチンのヨハン・バルタザール・ヘルトらである。グレゴリウス・シュトルーフェはブレーメン、オルガン職人ファミリーのクラプマイアーはグリュックシュタットとオルデンブルクで活動した。スカンジナヴィアでは、ラムベルト・ダニエル・カステンス（イツェホー、コペンハーゲン、ノルウェー）やエリック・ゲルマン（ストックホルム）が仕事をし、ヨハン・ヒンリヒ・ウーレンカンプフは1711年からポルトガルで活動した。シュニットガーの影響が強く、持続的であったのはオランダのフローニンゲンやフリースラントであった。フランツ・カスパー・シュニットガーの早すぎる死後、彼の未亡人が再婚したアルベルトゥス・アントニウス・ヒンスツがフランツ・カスパー・ジュニアとともにフローニンゲンの作業場を引き継いだ。ヒンスツの後はその弟子のハインリヒ・ヘルマン・フライタークがこれを受け継いだ。フライタークの一族は4世代にわたって19世紀までアルプ・シュニットガーの伝統をオランダに移して守った。このためシュニットガーの作品はドイツと同様にオランダで決定的な改造を施されずに遺されている。また、シュニットガー派のルドルフ・ガレルスもオランダ（フローニンゲン、デン・ハーグ）で重要な作品を製作した。

### 重要性
シュニットガーの作品の重要な点は第一に、手工芸的、技術的、音響的品質にある。特にハンブルクのニコライ教会のオルガンは、その巨大さと音響的配慮から教会の建物の基礎に直接設置されている。シュニットガーは古い楽器を活用し、経済的にさらなる改良を加えるという作品コンセプトを持っていた。わずかなストップしかない小さな村の教会においてさえも、単声、コンビネーション、トゥッティに多彩な響きを示す。特徴的なソロ・ストップが同時に素晴らしい和声の融合性を持つことが特徴である。
シュニットガーは、会衆の斉唱を伴奏するための轟くような混合管と強靱な低音を持つオルガンを構想したのである。これに加えて、こうしたオルガンは北ドイツ・オルガン楽派と呼ばれるたとえばハンザ都市でのアーベントムジークやその他の礼拝以外の教会音楽演奏の進展を促した。後者では、ヴィンツェント・リューベック、ディートリヒ・ブクステフーデやその他の同時代のオルガニストの賛嘆を得た。シュニットガーのオルガンは変化する情動を特徴とするスティルス・ファンタスティクス（幻想様式）を理想的に表現することを可能にしたのである。拡充されたプリンシプルコール、色彩的なフルー管、豊かなリード管、異なった斉奏の響きといった作品コンセプトは北ドイツの作曲家に適したものであった。
シュニットガーの国際的な工房群は当時としては類を見ないものであった。140基の新造あるいは抜本的改造は、いくつもの工房を組織化するシュニットガーの経営手腕によって初めて可能になったのである。これに加えて多くのオルガン製造特権は彼に北ドイツ全土におけるほぼ完全な独占権をもたらした。
「アルプ・シュニットガーは存命中からすでに伝説であった。（中略）アルプ・シュニットガーが創ったよりも優れたオルガンを創り得た者は誰もいなかったのである。」
 — ハラルト・フォーゲル『Arp-Schnitger-Gesellschaft』
近代的オルガン製造にシュニットガーほど影響を及ぼしたオルガン職人はほとんどいない。ドイツ・オルガン運動は、ハンブルクのヤコービ教会のオルガン再発見により1925年に大きなインパクトを受けた。現存するほとんどすべてのオルガンは現在の知識レベルで修復されている。多くの部分が保存されている、または専門知識に基づいて修復されたシュニットガーの作品は、カペル、デーデスドルフ、グラスベルク、フローニンゲン（アー＝ケルク）ハンブルク（聖ヤコービ教会）、リューディンクヴォルト、ノイエンフェルデ、ノルデン、シュタインキルヒェン、エームスモンドにある。修復の主導的役割を果たしたのはオルガン作者のユルゲン・アーレントであった。シュニットガーの作品のいくつかは、ドイツ、フランス、オランダ、スウェーデン、スイス、アメリカ合衆国でレプリカが作製され、あるいは新しいオルガンのインスピレーションの源泉となった。「シュニットガーの作品は、世界中のオルガン製作者が様式の造形を学ぶことを義務づけられた、歴史的で、かつ近代的なモデルなのである。」現在アルプ・シュニットガー協会およびオランダの「シュティヒティング・フローニンゲン・オーゲルラント」はシュニットガーの生涯と作品に関する研究、現存する彼のオルガンの保存、彼の作品の重要性を一般大衆に説明するといった活動に尽力している。バッハ演奏の第一人者鈴木雅明は、2022年新緑の季節に、北ドイツはハンブルクの聖ヤコビ教会とノルデンの聖ルトゲリ教会、さらにオランダはフローニンゲンのマティニ教会でシュニットガーのオルガンによりバッハとディートリヒ・ブクステフーデの曲を演奏した。この演奏は2023年4月23日21：00-23：00、NHK　Eテレ「鈴木雅明の北ドイツ・オランダ～オルガン紀行」で放映された。

## 作品リスト
このリストは、アルプシュニットガーが作製したストップや躯体が現存する全作品と、破壊されたり新しいオルガンに置き換えられてしまった作品の抜粋である。
楽器の大きさは、5列目の鍵盤数と6列目のストップの数で表現される。大文字の「P」は独立ペダル鍵盤（手鍵盤と独立したストップを有するペダル鍵盤）を、小文字の「p」は従属ペダル鍵盤を意味している。斜体文字は当該のオルガンのシュニットガー作製部分が外観しか遺されていないことを示している。
| 製作年          | 市町村                                                           | 教会                                           | 画像 | 鍵盤    | ストップ | コメント |
| --------------- | ---------------------------------------------------------------- | ---------------------------------------------- | ---- | ------- | -------- | --- |
| 1668–75/88      | シュターデ                                                       | 聖コスマエ・エト・ダミアーニ教会               |      | III/P   | 42       | 師匠であるブレント・フスと共同作製。躯体、正面外観、35のストップ（このうち8つは一部のみ）が保存されている。 |
| 1677–79         | ビュルカウ                                                       | 洗礼者聖ヨハネ教会                             |      | I       | 約 10    | 躯体と正面外観が保存されている; 現在は II/P/22 |
| 1678–79/1709    | ヨルク                                                           | 聖マティアス教会                               |      | III/P   | 35       | ペダル周りを拡張した (1678–79)。躯体と正面外観 (1709) が保存されている。現在は II/P/22 |
| 1680            | ハンブルク (現在は カペル)                                       | ドミニコ会聖ヨハニス修道院                     |      | II/P    | 30       | 1816年にカペルの聖ペーター・ウント・パウル教会に移設された。躯体と正面外観、18のストップが遺されている。これらの他の10ストップはシュニットガー以前のものをそのまま用いている。 |
| 1678–82         | エーダークヴェルト                                               | 聖ヨハニス教会                                 |      | III/p   | 28       | 躯体と正面外観が遺されている。現在は II/P/17 |
| 1682–83         | リューディンクヴォルト                                           | 聖ヤコービ教会                                 |      | III/P   | 35       | アントニウス・ヴィルデのオルガン (1597–98) に大規模な改造と拡張を施したもの。躯体と正面外観、14ストップ（一部だけが遺されたストップを含む）が遺されている。多くの古いストップ（全体のほぼ半分）をシュニットガーはそのまま用いている。                                                                                       |
| 1684            | エルムスホルン                                                   | ニコライ教会                                   |      | II/P    | 23       | ヨアヒム・リヒボルンが新造中であったオルガンを、その死後に引き継ぎ完成させたもの。躯体が遺されている。現在は III/P/33 |
| 1686            | ハンブルク、ベルクシュテット区                                   | 福音教会                                       |      | I       | 8        | 躯体と 2–3 ストップが遺されている。 |
| 1686            | ハンブルク、アルトナ区（現在は ブランケンハーゲン)               | 改革派教会                                     |      | II/p    | 12       | 1833年にブランケンハーゲンの教会に移設された。躯体と 4–5 ストップが遺されている。 |
| 1682–87         | ハンブルク                                                       | 聖ニコライ教会                                 |      | IV/P    | 67       | 1842年のハンブルク大火で焼失した。 |
| 1685–87         | シュタインキルヒェン                                             | 聖ニコライ・エト・マルティーニ教会             |      | II/P    | 28       | 躯体と正面外観、18 ストップが遺されている（このうち6つはすべてあるいは一部を古いオルガンから引き継いだものである）。これに加えて6つのストップが部分的に遺されている。 |
| 1683–88         | ハンブルク、ノイエンフェルデ区                                   | 聖パンクラティウス教会                         |      | II/P    | 34       | 躯体と正面外観、18 ストップが遺されている。 |
| 1688            | ミッテルキルヒェン                                               | 聖バルトロメウス教会                           |      | II/p    | 21       | 6-8 ストップが遺されている。現在は II/P/30 |
| 1688–90         | ホレルン                                                         | 聖マウリティウス教会                           |      | II/P    | 24       | 躯体と正面外観、13 ストップ（部分的に遺されているものを含む）が保存されている。 |
| 1686–88/1691–92 | ノルデン                                                         | 聖ルドゲリ教会                                 |      | III/P   | 46       | 躯体と 13 ストップが遺されている。また、これ以外の 8 ストップは、シュニットガー以前のものがそのまま用いられている。 |
| 1691–92         | フローニンゲン（オランダ）                                       | マルティニ教会                                 |      | III/P   | 39       | ペダル筐体、正面外観、6 ストップが遺されている。また、古いストップを 1つ、シュニットガーはそのまま用いている。現在は III/P/52 |
| 1689–93         | ハンブルク                                                       | 聖ヤコービ教会                                 |      | IV/P    | 60       | 43 ストップ（全体、部分を含む）が遺されている。いくつかの古いストップをシュニットガーはそのまま用いている。 |
| 1693            | フローニンゲン（オランダ）                                       | Pelstergasthuis 教会                           |      | II/p    | 20       | 躯体と 2 ストップ（さらに 7 つのストップの一部）が保存されている。 |
| 1693            | オイティーン                                                     | オイティーン城礼拝堂                           |      | II/P    | 約 23    | 躯体が遺されている。現在は I/9 |
| 1693–94         | ハンブルク（現在はグラスベルク）                                 | 孤児院                                         |      | II/P    | 21       | 1788年にグラスベルクのルター派教会に移設された。躯体と 14 ストップが遺されている。 |
| 1690–95         | マクデブルク                                                     | 聖ヨハニス教会                                 |      | III/P   | 62       | 1870年にヴィルヘルム・ザウアーの新しいオルガンに置き換えられた。 |
| 1695–96         | ノールドブルク（オランダ）                                       | Hervormde 教会                                 |      | II/P    | 20       | 躯体と 10-11 ストップが遺されている。; 現在は II/P/24 |
| 1695–96         | ハルクシュテーデ（オランダ）                                     | Hervormde 教会                                 |      | I       | 7        | 躯体と正面外観、5 ストップが遺されている。現在は I/p/9 (10) |
| 1694–97         | フローニンゲン（オランダ）                                       | アー教会                                       |      | IV/P    | 40       | 1710年に塔の崩壊により破壊された。 |
| 1696–97         | フローニンゲン（オランダ）（現在はパイゼ)                        | Gertruids-Gasthuis 教会                        |      | II/P    | 22       | 1861年にパイゼに移設された。躯体と正面外観、4-6 ストップが遺されている。古いストップ1つシュニットガーはそのまま用いている。 |
| 1693–98         | ブレーメン                                                       | ブレーメン大聖堂                               |      | III/P   | 50       | 1847–49年にヨハン・フリードリヒ・シュルツェの新しいオルガンに置き換えられた。 |
| 1694–98         | マクデブルク                                                     | 聖霊教会                                       |      | II/P    | 26       | 1737年にグロース・クヴェンシュテットに移設され、この地で何度も改造された。1978年にヴェーゲレーベンに移設され、この地で1982年に焼失した。 |
| 1695–98         | ブレーメン                                                       | 聖シュテファニ教会                             |      | III/P   | 42       | 1754年に焼失した。 |
| 1697–98         | ゴルツヴァルデン                                                 | 聖バルトロメウス教会                           |      | II/P    | 20       | 躯体が遺されている。現在は II/P/22 |
| 1697–98         | デーデスドルフ                                                   | 聖ラウレンティウス教会                         |      | II/p    | 12       | 鍵盤筐体と 10 ストップが遺されている。現在は II/P/18 |
| 1697–98         | シュトリュックハウゼン                                           | 聖ヨハネス教会                                 |      | II/p    | 12       | 中央部の躯体と 2 ストップが遺されている。現在は II/P/15 |
| 1698            | ニウェ・シェームダ（オランダ）                                   | Hervormde 教会                                 |      | I/p     | 8        | 躯体と 4-6 ストップが遺されている。 |
| 1696–99         | リューベック                                                     | リューベック大聖堂                             |      | III/P   | 45       | 1892–93年にエーバーハルト・フリードリヒ・ヴァルカーのオルガンに置き換えられた。この際には保存されていたシュニットガーによる正面外観も1942年に破壊された。 |
| 1696–99         | Pieterburen（オランダ）（現在は同じデ・マルネの Mensingeweer区） | Hervormde 教会                                 |      | I       | 8        | 1901年に Mensingeweer（オランダ）の Herv. 教会 に移設された。躯体と正面外観、6ストップが保存されている。現在は I/p/9 |
| 1699            | フローニンゲン（オランダ）                                       | Lutherse 教会                                  |      | II/p    | 16       | 1896年に P. ヴァン・エッケレン のオルガンに置き換えられた。 |
| 1699            | ガンデルケゼー                                                   | 聖ツィプリアーン・ウント・コルネーリウス教会   |      | II/p    | 16       | 躯体と正面外観、9ストップが保存されている。現在は II/P/22 |
| 1698–1700       | シュチェチン                                                     | ヤーコプス大聖堂                               |      | III/P   | 46       | 1697年に亡くなったマティアス・シューリヒのオルガン製造を完成させた。1944年に破壊された。 |
| 1698–1700       | マクデブルク                                                     | 聖ウルリヒ・ウント・レーヴィン教会             |      | III/P   | 49       | 1899年にヴィルヘルム・リュールマンのオルガンに置き換えられた。 |
| 1699–1700       | ダルグン                                                         | ダルグン城                                     |      | II/P    | 22       | 1945年に破壊された。 |
| 1699–1701       | ブクステフーデ                                                   | 聖ペートリ教会                                 |      | III/P   | 36       | 1853年に塔への落雷で破壊された。 |
| 1700–01         | Uithuizen（オランダ）                                            | Hervormde 教会                                 |      | II/P    | 28       | 躯体、18ストップは完全に、他の3ストップは部分的に保存されている。 |
| 1701            | モレイラ・ダ・マイア（ポルトガル）                               | サン・サルヴァドル修道院教会                   |      | II      | 12       | 躯体、11ストップが保存されている。 |
| 1701            | リスボン、ポルトガル（現在は、マリアナ）                         | フランシスコ教会                               |      | II/p    | 18       | おそらくシュニットガーの共同製作者であるハインリヒ・フーレンカンプフによって製作または完成された。 1752年にブラジルのマリアナ大聖堂に移設された。躯体と正面外観、14ストップ（部分だけ遺されているものも含む）が保存されている。1970年にルドルフ・フォン・ベッケラート、2002年にベルンハルト・エトスケスによって修復された。 |
| 1699–1702       | クラウスタール＝ツェラーフェルト                                 | 聖ザルヴァートーリス教会                       |      | III/P   | 55       | 躯体が保存されている。現在は II/P/29 |
| 1700–02         | フローニンゲン（オランダ）                                       | アカデミー教会（現在は、アー教会）             |      | III/P   | 32       | 1815–16年にアー教会に移設された。躯体と正面外観、約13ストップが保存されている。この他に10ストップは古いストップをシュニットガーがそのまま用いたものである。現在は、III/P/40 |
| 1702            | エスターブリュッゲ                                               | 聖マルティン教会                               |      | II/P    | 34       | 躯体が保存されている。 |
| nach 1702       | キール                                                           | キール城                                       |      | II      | 19       | 1838年に焼失。 |
| 1704            | エーヌム（オランダ）                                             | Hervormde 教会                                 |      | I       | 10       | 躯体と正面外観、4-6ストップが保存されている。現在は、I/p/10 |
| 1704            | Godlinze                                                         | Hervormde 教会                                 |      | II/p(?) | 16       | アルベルトゥス・アントニウス・ヒンツによって1段鍵盤に改造された。躯体と正面外観、8-9 ストップが保存されている。 |
| 1705            | アックム                                                         | 聖ヴィレハート教会                             |      | II/p    | 14       | 躯体が保存されている。現在は、II/P/16 |
| 1706            | ベルリン＝シャルロッテンブルク                                   | シャルロッテンブルク宮殿（エオザンダー礼拝堂） |      | II/P    | 26       | ベルリン王宮に移設されたが1944年に破壊された。 |
| 1707            | ベルリン                                                         | 聖ゼバスティアン教会                           |      | II/P    | 24       | 1773–1774年にエルンスト・ユリウス・マルクスのオルガンにより置き換えられた。 |
| 1706–08         | ベルリン                                                         | 聖ニコライ教会                                 |      | III/P   | 40       | 1845–1846年にカール・アウグスト・ブーフホルツのオルガンにより置き換えられた。 |
| 1707–08         | ハンブルク（現在は、レンツェン）                                 | 聖三位一体教会                                 |      | II/P    | 27       | 1744–47年にレンツェンの聖カタリーナ教会に移設された。躯体の一部と、2-3 のストップが保存されている。 |
| 1707–08         | ハンブルク、オクゼンヴェルダー区                                 | 聖パンクラティウス教会                         |      | II/P    | 30       | 躯体と正面外観、5-11 ストップが保存されている。現在は、II/P/24 |
| 1707–09         | フレンスブルク                                                   | ニコライ教会                                   |      | III/P   | 42       | ニコラウス・マースのオルガン (1604–09) を拡張・改造した。1922年にヴィルヘルム・ザウアーのオルガンに置き換えられた。1604年の躯体が保存されている。 |
| 1709–10         | ヴェーナー                                                       | 聖ゲオルク教会                                 |      | II/p    | 22       | 躯体と 6 ストップが保存されている。現在は、II/P/29 |
| 1710–11         | ペルヴォルム                                                     | 旧教会                                         |      | II/P    | 24       | 躯体と 11ストップ（部分的に残っているものも含む）が保存されている。 |
| 1710–11         | スネーク（オランダ）                                             | マルティーニ教会                               |      | III/P   | 36       | 躯体と正面外観、10ストップ（部分的に残っているものも含む）が保存されている。 |
| 1711            | Ferwert（オランダ）                                              | Hervormde 教会                                 |      | II/P    | 26       | 1872年に G. アデマによってほぼ完全に新しいオルガンに置き換えられた。5つのストップが保存されている。 |
| 1710–13         | アベハウゼン                                                     | 聖ラウレンティウス教会                         |      | II/P    | 24       | 躯体と正面外観、2つのストップが保存されている。 |
| 1712–14         | ハンブルク                                                       | 聖ミヒャエリス教会                             |      | III/P   | 52       | 1750年に落雷によって教会とともに焼失した。 |
| 1713–14         | レーア                                                           | ルター教会                                     |      | II/p    | 18       | 1795年にヒンリヒ・ユスト・ミュラーのオルガンに置き換えられた。 |
| 1714–16         | レンツブルク                                                     | クリストゥス教会                               |      | II/P    | 29       | 躯体と 4つのストップが保存されている。現在は、IV/P/51 |
| 1715–16         | ファロ（ポルトガル）                                             | 大聖堂                                         |      | II      | 22       | おそらくシュニットガーの共同製作者であるハインリヒ・フーレンカンプフによって製作または完成された。 |
| 1715–19         | イツェホー                                                       | 聖ラウレンティー教会                           |      | III/P   | 43       | ランベルト・ダニエル・カステンスによって完成された。1948年に新しいオルガンに置き換えられた。躯体と正面外観が保存されている。現在は、IV/P/58 |
| 1719–21         | ズヴォレ（オランダ）                                             | ミヒャエルス教会                               |      | IV/P    | 64       | 息子のフランツ・カスパー・シュニットガーとヨハン・ゲオルク・シュニットガーによって完成された。躯体と大部分のストップが保存されている。 |

## シュニットガーを記念するもの
- 1948年、ノイエンフェルデのある通りが、生誕300年を記念して「アルプ・シュニットガー坂」(Arp-Schnitger-Stieg) と名付けられた。ベーヴァーシュテットやイェーファーには「アルプ・シュニットガー通り」(Arp-Schnitger-Straße)が、シュトランデには「アルプ・シュニットガー小径」(Arp-Schnitger-Weg)がある。
- 1989年にドイツ連邦郵便は、「ハンブルク、聖ヤーコビ教会のシュニットガーオルガン建造300年」の記念切手を発行した。デザインは、このオルガンを少しだけデザイン化したものであった[52]。
- 2003年、シュニットガーの生涯を描き、ノイエンフェルデのオルガンを紹介するDVD『Die Arp-Schnitger-Orgel zu Neuenfelde』（ノイエンフェルデのアルプ・シュニットガー・オルガン）が製作された[53]。